# Зандберг
Зандберг (њем. Sandberg) општина је у њемачкој савезној држави Баварска. Једно је од 37 општинских средишта округа Рен-Грабфелд. Према процјени из 2010. у општини је живјело 2.726 становника. Посједује регионалну шифру (AGS) 9673162.

## Географски и демографски подаци
Зандберг се налази у савезној држави Баварска у округу Рен-Грабфелд. Општина се налази на надморској висини од 452–542 метра. Површина општине износи 28,0 km². У самом мјесту је, према процјени из 2010. године, живјело 2.726 становника. Просјечна густина становништва износи 97 становника/km².